# NGC 2817
NGC 2817 este o galaxie spirală situată în constelația Hidra. A fost descoperită în 26 martie 1887 de către Lewis A. Swift.